# 鲍贵卿墓
鲍贵卿墓，位于北京市石景山区八大处公园证果寺东北400米，是中华民国要人鲍贵卿的家族墓。现为石景山区普查登记文物，类别为墓葬。

## 简介
该墓暨鲍氏家祠始建于中华民国时期，位于八大处八处证果寺东山坡上，墓地原址在明清时期为弘德寺。整个墓区东西宽90米，南北长80米，占地面积7200平方米，遍植松柏，分墓地、祠堂、家庙三部分。现存石砌坟墓，以及墓前的三门四柱石坊一座、华表两座。这组遗迹作为“鲍贵卿墓”被列为北京市石景山区普查登记文物。鲍贵卿墓曾多次被盗，墓前两根华表顶部承露盘于2015年丢失。
2013年，西山八大处文化风景区核心区总体规划方案形成。2014年初，有报道称八大处公园计划在条件允许的情况下，开展弘德寺、洪福寺的考古勘探工作，并启动鲍贵卿墓（鲍氏家祠）等文物修复项目。